# Abies flinckii
Abies flinckii — широко відомий як ялиця Халіско, є різновидом хвойних дерев з роду Abies. Зустрічається уздовж Трансмексиканського вулканічного поясу на висоті від 2 км до 3.5 км над рівнем моря.